# Otto-Wagner-Pavillons auf dem Karlsplatz

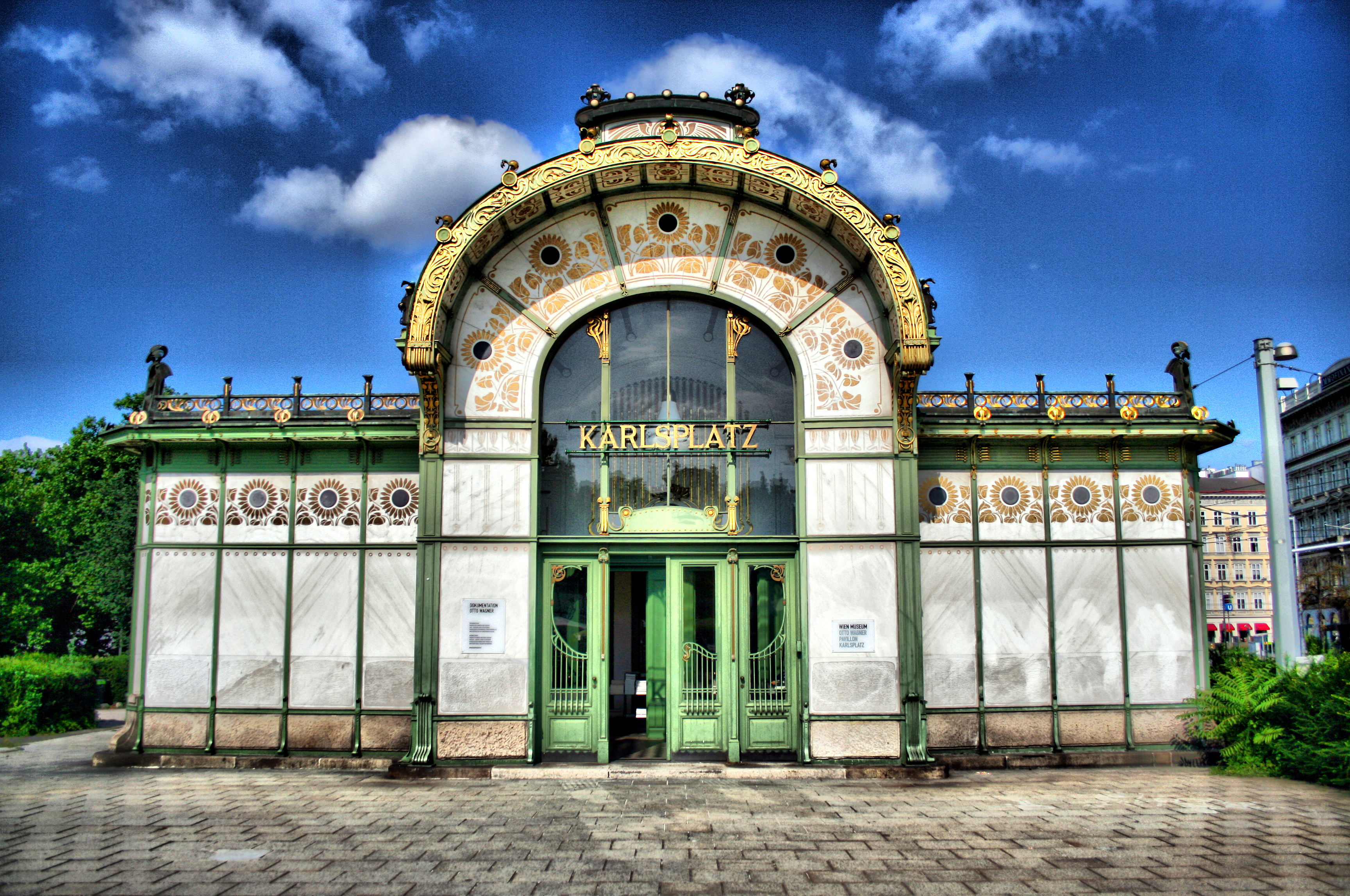
Der westliche Pavillon beherbergt heute ein Otto-Wagner-Museum

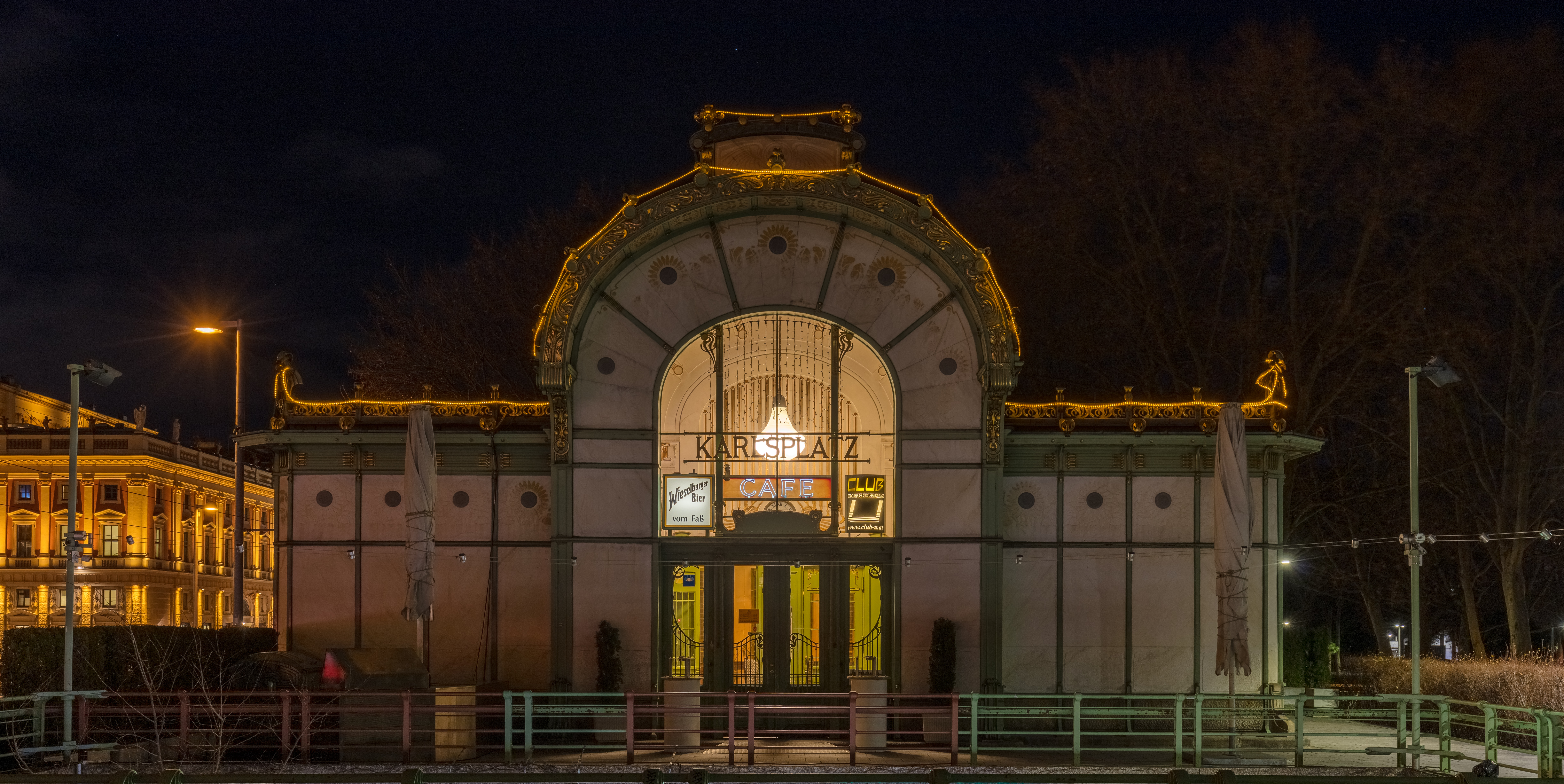
Der östliche Pavillon dient heute als Kaffeehaus Karl Otto im Otto Wagner Pavillon, vor dem Gebäude die typischen Stadtbahngeländer

Die Otto-Wagner-Pavillons auf dem Karlsplatz, oft auch Stadtbahn-Pavillons genannt, sind zwei Pavillon-artige ehemalige Aufnahmsgebäude auf dem Karlsplatz in Wien. Sie wurden einst im Auftrag der Commission für Verkehrsanlagen in Wien und nach einem Entwurf des Architekten Otto Wagner für die Untere Wientallinie der Wiener Dampfstadtbahn errichtet. Abgesehen vom Hofpavillon Hietzing waren die beiden Bauwerke aufgrund ihrer zentrumsnahen Lage die prunkvollsten der Stadtbahn. Neben ihrer bekannten Bedeutung für den Jugendstil gelten sie ebenso als Hauptwerk des Ästhetizismus (aesthetic movement) um Oscar Wilde in Kontinentaleuropa mit dessen Emblem, der Sonnenblume.

## Geschichte

### Errichtung

Bauzustand am 25. April 1899

Für die am 30. Juni 1899 eröffnete Stadtbahnstation Akademiestrasse, die noch im gleichen Jahr in Karlsplatz umbenannt wurde, stellte Wagner im Mai 1898 die Werkstattzeichnungen fertig. Der Endausbau verzögerte sich jedoch noch bis ins Jahr 1900. Die identisch gestalteten und spiegelverkehrt angeordneten Portalgebäude entstanden in ausgefachter Stahlskelettbauweise mit ornamental behandelten Natursteinplatten. Die Durcharbeitung des Pavillonentwurfs wird dem Wagner-Schüler Alois Ludwig zugeschrieben. Detailliert wurde er vom Secessions-Architekten Joseph Maria Olbrich, der für das Ziermotiv der stilisierten Sonnenblumen-Ornamente verantwortlich war, gezeichnet von Karl Fischl. Auch der Wagner-Schüler Leopold Bauer war beteiligt, er entwarf die Ornamente an den Stiegenwänden.
Die symmetrische Lage der beiden Teilgebäude ergab sich aus der Verlängerung der Achse der Akademiestraße. Im Gegensatz dazu sah der ursprüngliche Plan von 1896 noch eine Ausrichtung auf die Mittelachse der damaligen Technischen Hochschule vor. Zudem erfolgte die tatsächliche Ausführung ohne Kuppeln und mit anderem Grundriss. Letztlich befanden sich im ersten Vestibül zwei Fahrkartenschalter, im zweiten Vestibül ein dritter Schalter und der Zugang zur Perron-Treppe. An der Bahnseite führte der Korridor zum Ausgang. Das Stationsbüro lag im Zentrum des Gebäudes, zudem existierten je eine Damen-, Herren und Personal-Toilette.
Betrieblich diente der westliche Pavillon beim Streckenkilometer 9,37114, seine Anschrift lautet Karlsplatz 1, ursprünglich als Zugang zum Außenbahnsteig Richtung Bahnhof Meidling-Hauptstraße. Der östliche beim Streckenkilometer 9,42075, seine Anschrift ist Karlsplatz 2, war der Zugang zum Außenbahnsteig Richtung Bahnhof Hauptzollamt. Somit wählten die Fahrgäste immer denjenigen Pavillon aus, in dessen Himmelsrichtung sie nachher auch abfahren wollten. Abgesehen von der hier beschriebenen Station hatte sonst nur die Haltestelle Ferdinandsbrücke nach Fahrtrichtungen getrennte Gebäude.
Wagners Gestaltung war dabei revolutionär: Die vielen dekorativen Details machen die Station zu einem Musterbeispiel des Wiener Jugendstils. Metall und Holz wurden in Apfelgrün gestrichen, hinzu kamen Vergoldungen und vorgehängte weiße Marmorplatten an der Außenseite. Damit wichen die Pavillons vom typischen Putzbau der anderen Stationen ab.

### Versetzung

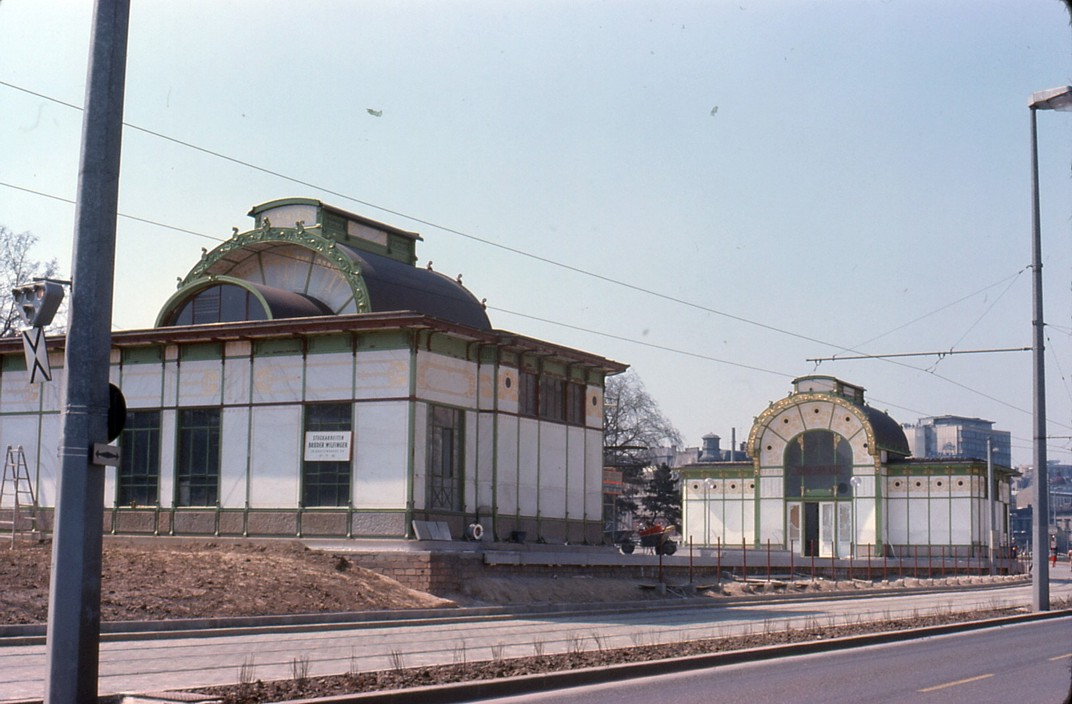
Die beiden Pavillons in neuer und erhöhter Position, April 1978

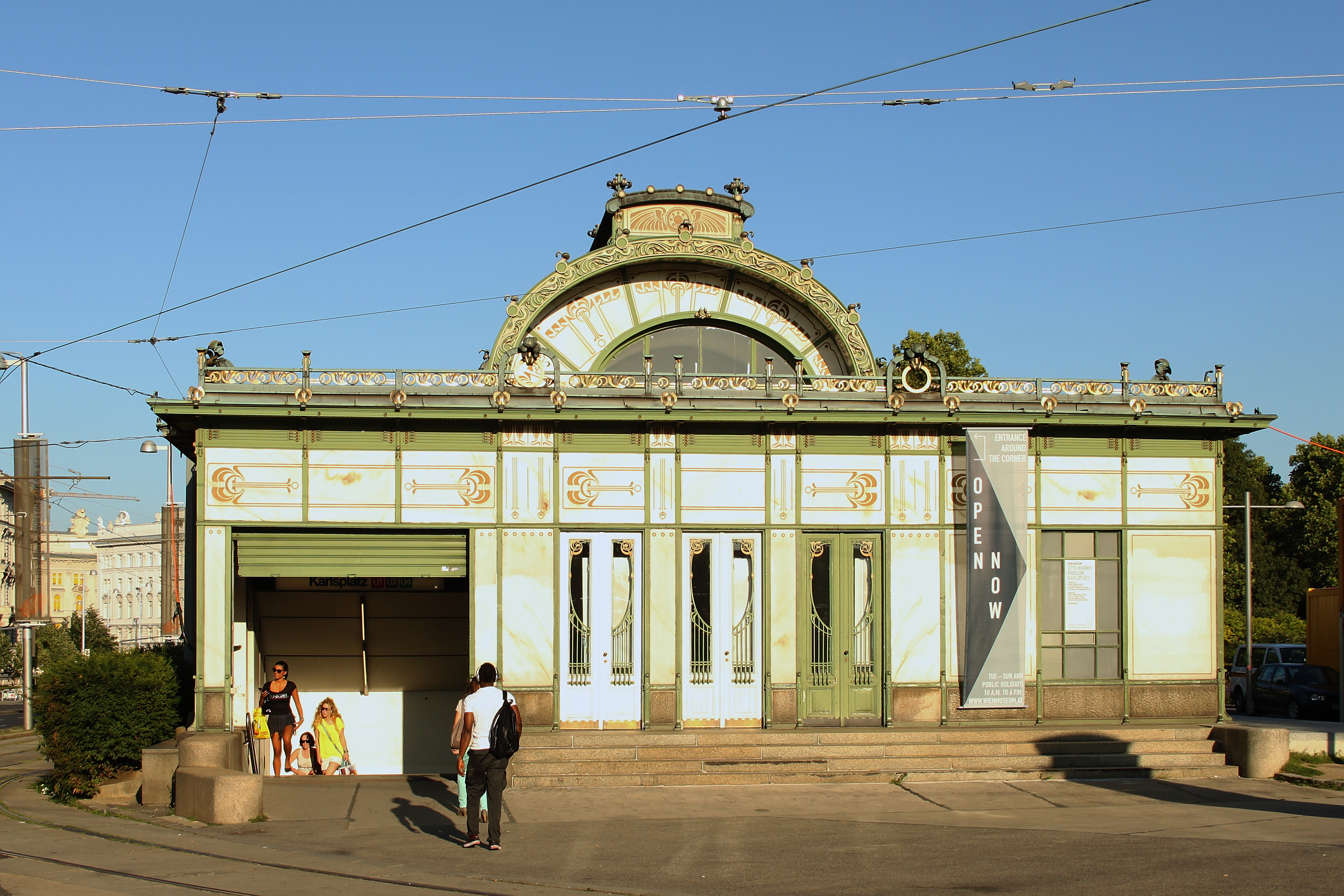
Zugang zur U-Bahn an der Rückseite des westlichen Pavillons

Anlässlich der Planung des U-Bahn-Knotens Karlsplatz drohte 1968 der Abriss der Pavillons, die seit 1925 als Zugänge zur Wiener Elektrischen Stadtbahn dienten. Jedoch kämpften Architekturinteressierte mit Aktionen unter dem Motto „Rettet Otto Wagner“ und einer von Ottokar Uhl organisierten Studentendemonstration am 24. April 1969 um ihren Erhalt und konnten sich mit dieser Forderung gegen die Stadtverwaltung durchsetzen. Vor allem Dank dem Appell des Wiener Architekten und Architekturtheoretikers Professor Günther Feuerstein wurden die beiden Gebäude noch im gleichen Jahr unter Denkmalschutz gestellt.
Allerdings mussten beide Gebäude für den Bau der U-Bahn vorübergehend abgetragen werden, zumal die neue U4-Haltestelle Karlsplatz einen Mittelbahnsteig erhielt, was auch zur Verlegung der Bahntrasse und der südlichen Stützmauer führte. Zur Abtragung, Sanierung und Wiedererrichtung der Pavillons erhielt der Architekt Dr. Ján Kočí im Mai 1971 von der Stadt Wien den Auftrag, zunächst Grundlagen für die Ausarbeitung eines Kennzeichensystems für die einzelnen Bauteile zu schaffen. Alle Steinplatten waren infolge Verwitterung beschädigt, viele zerbrochen. Im September wurden zuerst die Eisenskelettkonstruktion, dann die Sockelsteine, die Granitfundamente und Teile der halbrunden Eisenkuppeln abgetragen und eingelagert.
Anlässlich der Restaurierung der Gebäude verfasste Kočí zwischen 1976 und 1978 exakte Pläne des Originalbestandes. 1975 wurde mit den Vorbereitungen zur Wiedererrichtung begonnen. Im September 1976 begannen die Arbeiten am westlichen Pavillon, die weitere Verwendung des östlichen Pavillons stand zu diesem Zeitpunkt noch nicht fest. Nahezu alle Teile konnten für den Wiederaufbau verwendet werden. Der untere Teil der Eisenkonstruktion wurde bis zu einer Höhe von einem Meter verzinkt. Da die Pavillons heute 1,40 Meter über ihrem ursprünglichen Niveau liegen, wurden die Granitfundamente von 50 auf 26 Zentimeter reduziert. Nicht verwendbar waren hingegen die originalen Platten aus Carrara-Marmor. Sie wurden auf Anraten von Professor Alois Kieslinger von der Technischen Universität Wien durch Laaser Marmor ersetzt.
Am 15. Mai 1978 konnten die Versetzungsarbeiten abgeschlossen werden. Der westliche Pavillon hat an seiner Rückseite seither einen Stiegenabgang, über den man von der Straßenbahn- und Autobushaltestelle in die Passage und zur U-Bahn gelangt. Im östlichen Pavillon wurde ein Café eingerichtet, dessen Untergeschoß direkt von der Passage zugänglich ist, er hat jedoch keinerlei verkehrliche Funktion mehr.
Heute nutzt das Wien Museum den westlichen Pavillon, im Inneren wird eine Dokumentation zum Leben und Werk Otto Wagners gezeigt. Der östliche Pavillon beherbergt heute das Café-Restaurant Karl Otto im Otto Wagner Pavillon. Im Untergeschoß befindet sich der betrieblich dazugehörende Club U.

## Rezeption
Zum 150. Geburtstag Otto Wagners gab die Österreichische Post am 12. Juli 1991 eine von Auguste Böcskör und Kurt Leitgeb gestaltete Sondermarke zum Wert von 4,50 Schilling aus, die einen der beiden Pavillons zeigt.

## Galerie

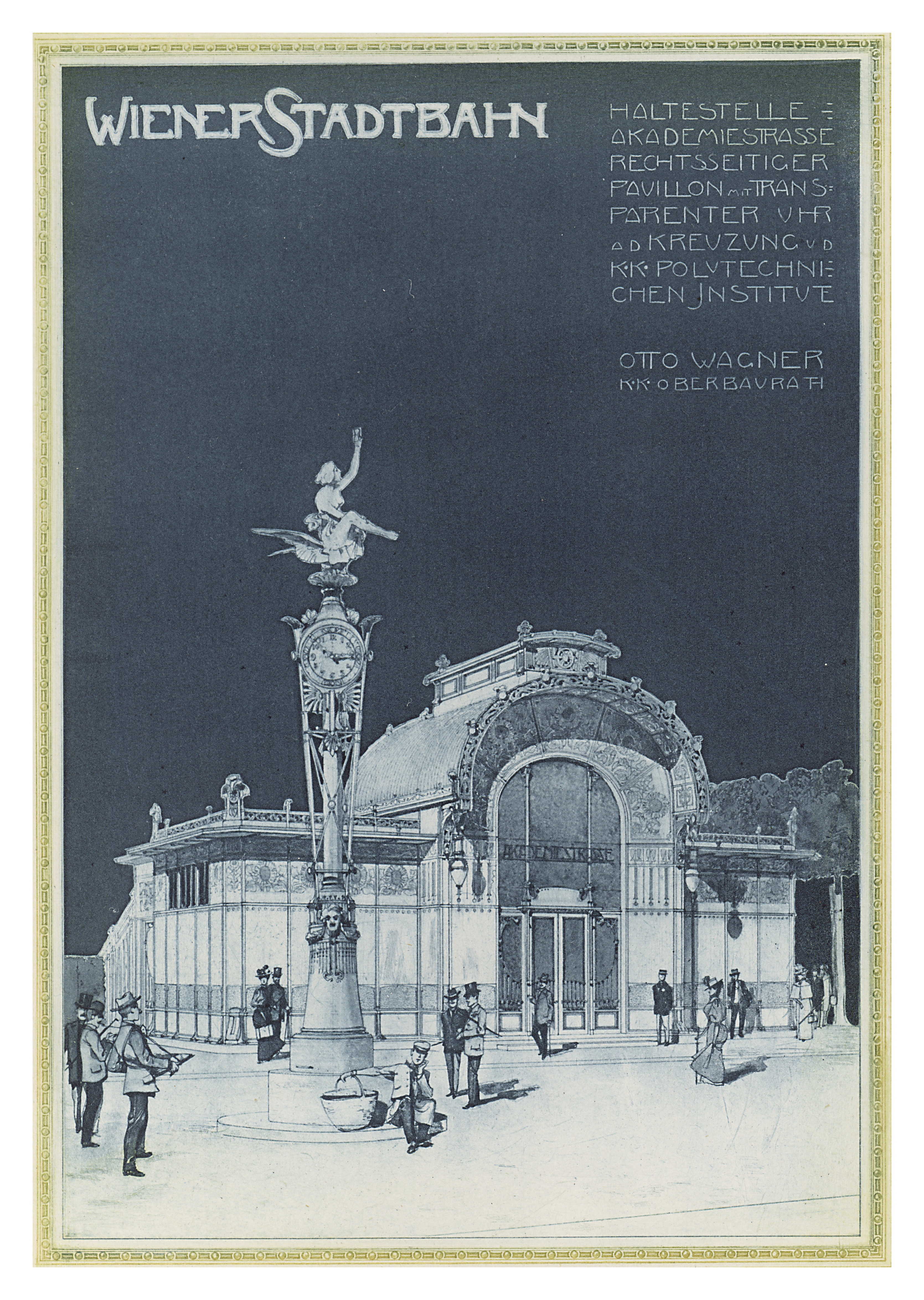
Zeichnung Wagners
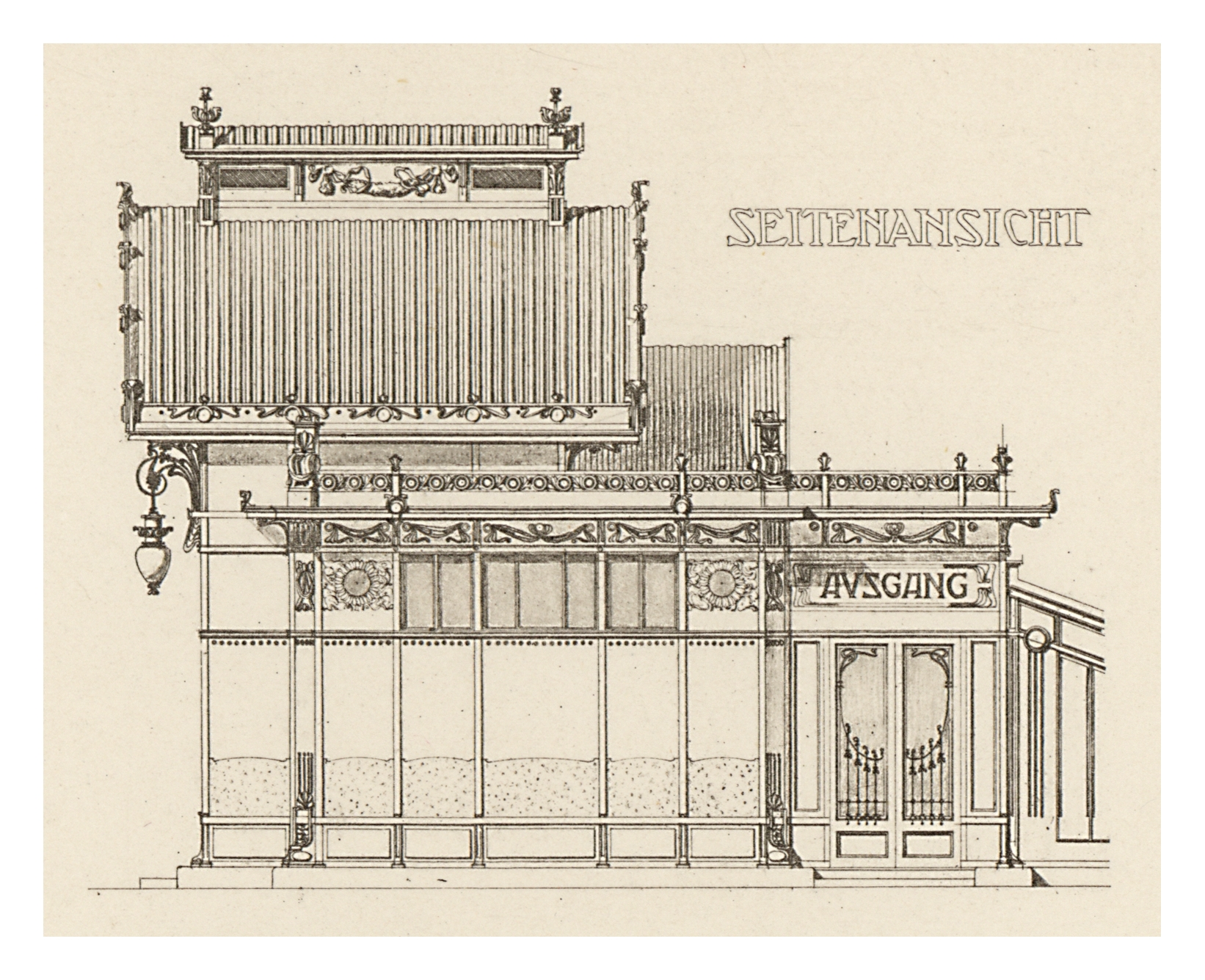
Seitenansicht
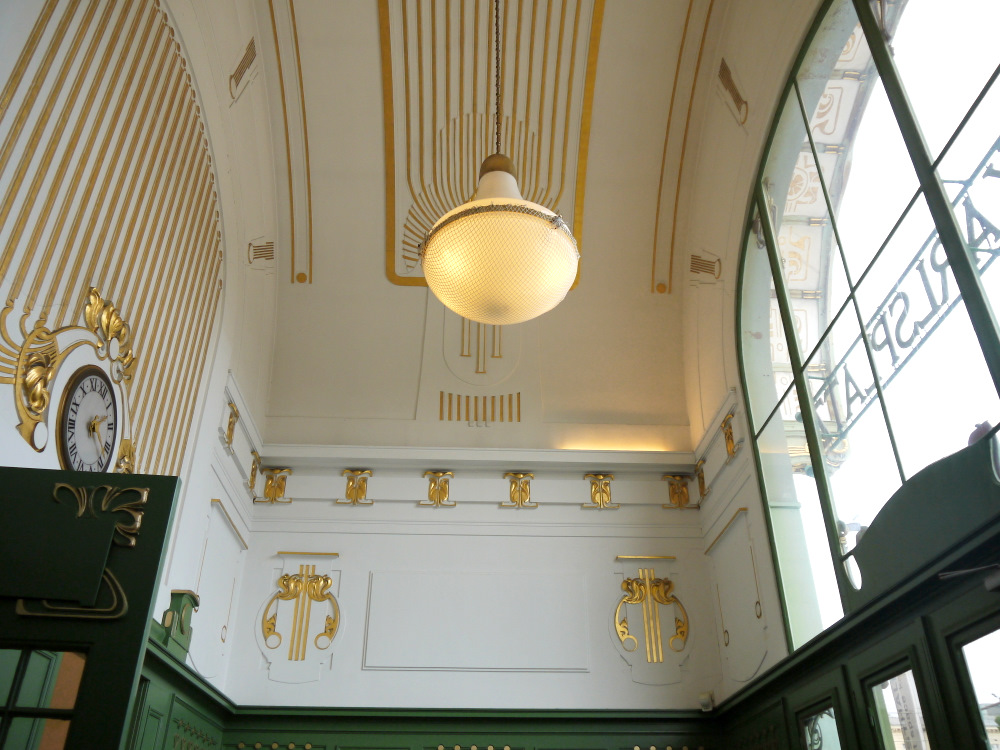
Innenansicht
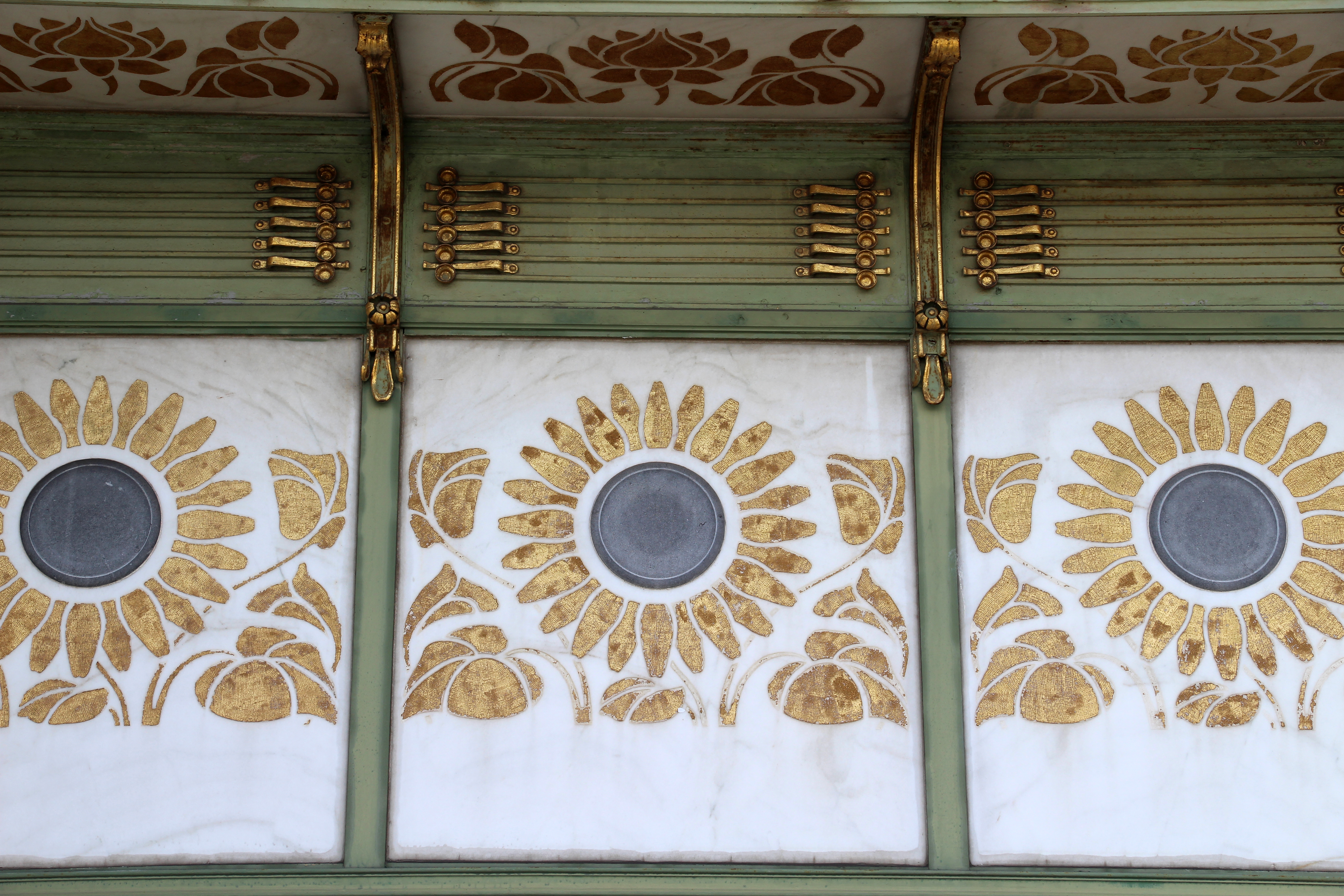
Das Emblem des Ästhetizismus, die Sonnenblume
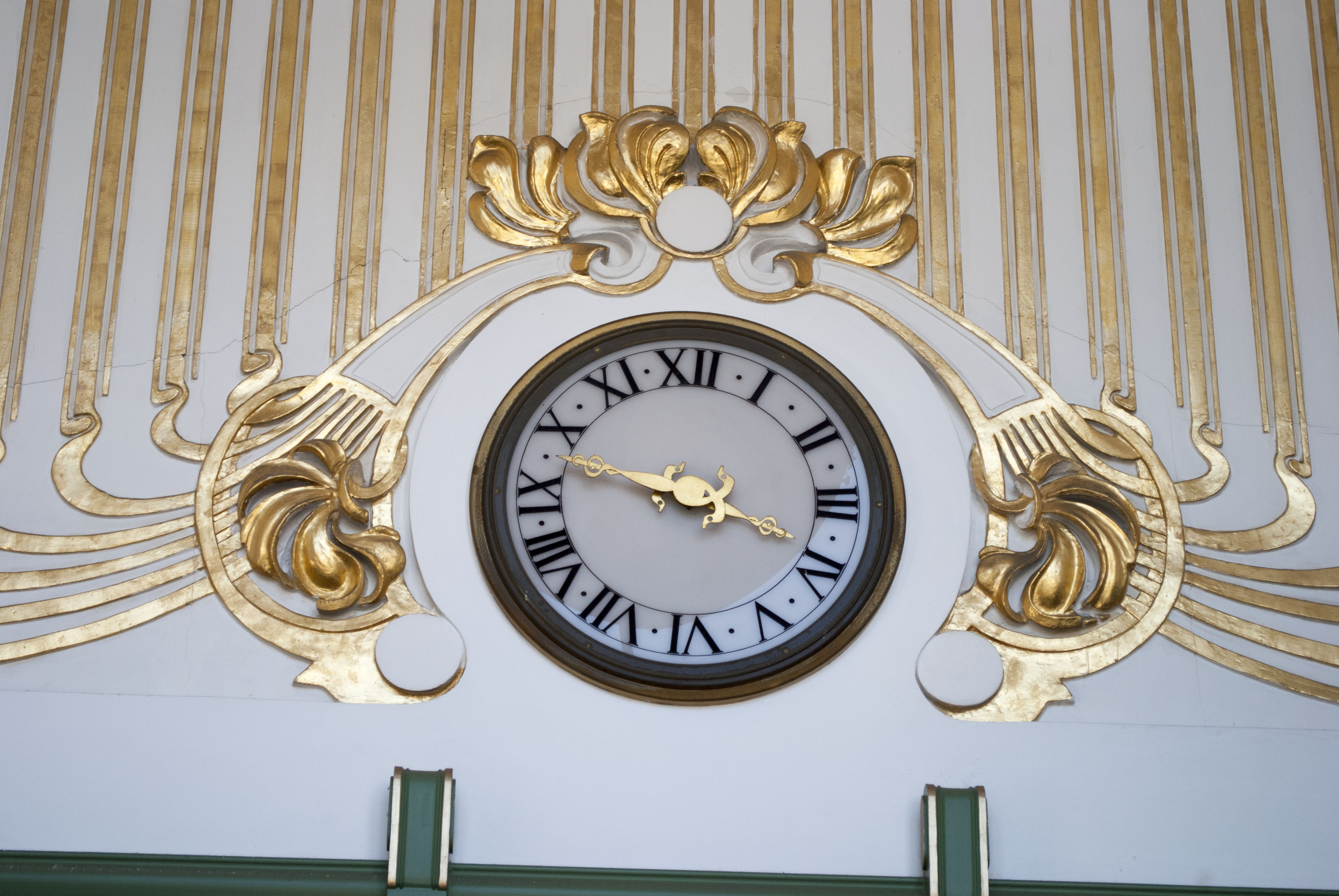
Bahnhofsuhr
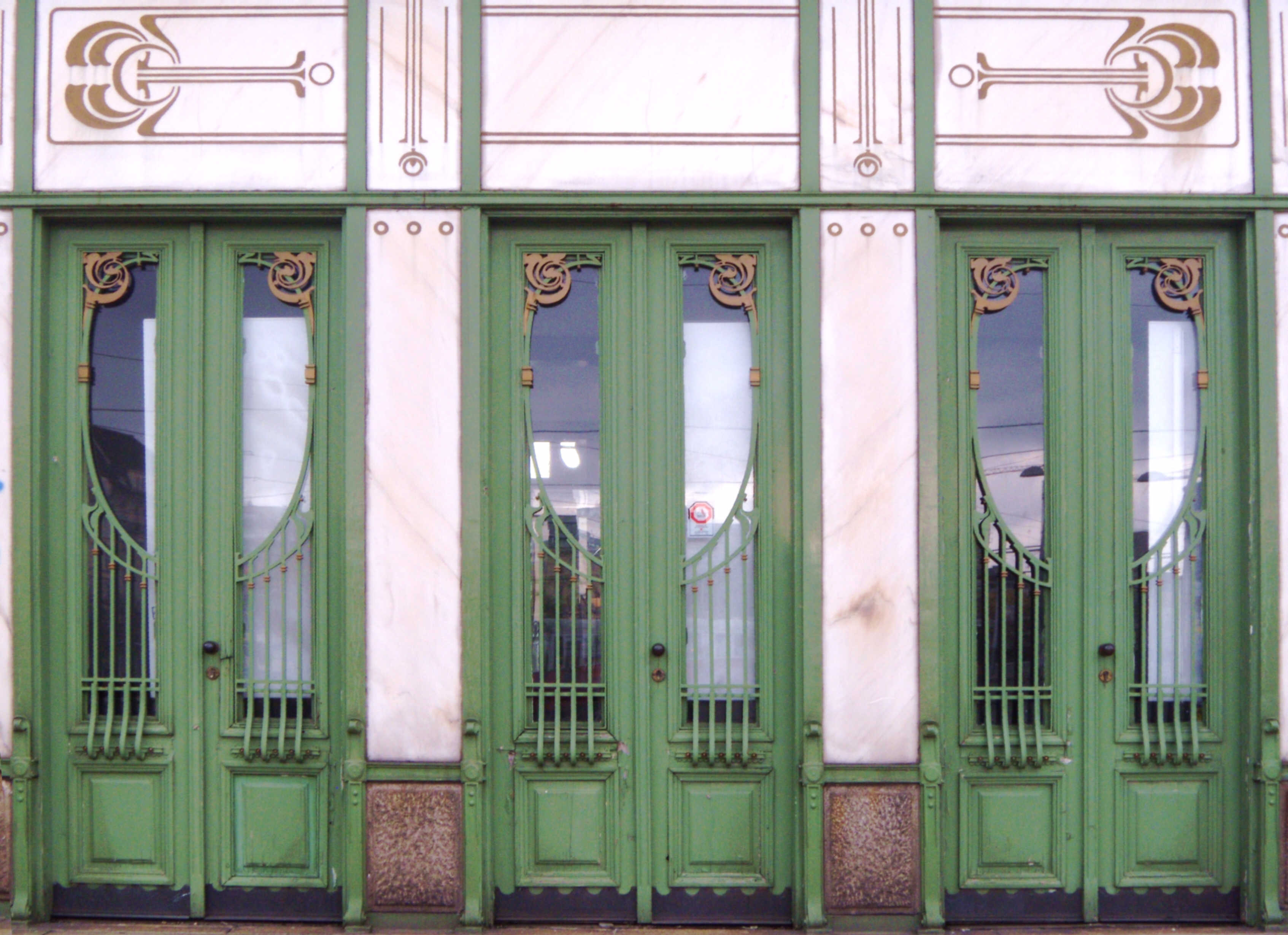
Zugangstüren